# 夕方ワイド新潟一番
『夕方ワイド新潟一番』（ゆうがたワイドにいがたいちばん）は、1995年10月2日からテレビ新潟（TNN → TeNY）で放送されている夕方ワイド番組。通称は「新潟一番」、「TeNY新潟一番」。

## 概要
- 1995年10月2日から放送を開始、テレビ新潟開局後初の夕方ワイド番組であり、25年以上経った今でも続く長寿番組である。
- TeNYの公式サイトにおいては、15:48.30 - 16:45を第1部、16:45 - 17:53を第2部、17:53 - 19:00を第3部とし、本編と全国ニュースおよび県内ニュースを統合している。
- 編成次第では放送開始時刻が変更されることもある。『新潟一番』第1部が放送されないときは、同じタイトルで16:45 - 17:53の第2部と17:53 - 19:00の第3部のみを放送し、新潟県内からはニュースと天気のみの放送となる。
- 年末年始の『新潟一番』休止期間中は、15:50から日本テレビで放送されている『news every.』を、第3部で放送されている「every.特集」「気になる！」「きょうコレ」含めフルネットする（ただし木原さんのお天気コーナー部分は新潟から県内ニュース・天気を伝える）。
- 2015年9月28日に放送5000回、同年10月2日に放送開始20周年を迎えるに当たり、放送5000回からスタジオセット、テーマ曲、ロゴ、コーナー、出演者の役割など、大幅リニューアルを敢行した。
- 2025年1月6日からの新年最初の放送に合わせ第3部の県内ニュースは「新潟一番 県内NEWS」と題し[1]、報道フロアのスタジオが改修され、新潟の水田・稲穂・枝豆をイメージした緑基調のセットにリニューアル。キャスターはこれまで立って伝えていたが、座って伝えるようになったほか、ロゴ、テロップ、テーマ曲も変更となった。
- 2025年現在、番組ポスターは、1部と3部 県内NEWSのポスターはそれぞれ別々のものとなっている。

## 出演者
2025年1月現在。★はTeNYアナウンサー（当時含む）。
新潟一番 司会・アシスタント
| 月曜                   | 火曜                   | 水曜                   | 木曜                   | 金曜                   |
| 1部 司会・アシスタント | 1部 司会・アシスタント | 1部 司会・アシスタント | 1部 司会・アシスタント | 1部 司会・アシスタント |
| メインMC               | メインMC               | メインMC               | メインMC               | メインMC               |
| ---------------------- | ---------------------- | ---------------------- | ---------------------- | ---------------------- |
| 日高優希★              | 西辻未侑★              | 松本亜美★              | 西辻未侑★              | 松本亜美★              |
| 岡田康★                | 岡田康★                | 須山司★                | 諸橋碧★                | 須山司★                |
| サブMC                 |                        |                        |                        |                        |
| 松本亜美★              | 日高優希★              | 大谷萌恵★              | 松本亜美★              | 日高優希★              |
| 中継担当               |                        |                        |                        |                        |
| 諸橋碧★                | 託見知行★              | 岡田康★                | 大谷萌恵★              | 関田将人               |
| （不在）               | （不在）               | 日高優希★              | （不在）               | 西辻未侑★              |
| 月一レギュラー         |                        |                        |                        |                        |
| （不在）               | （不在）               | （不在）               | （不在）               | 藤井貴彦               |
| 3部 NEWSキャスター     |                        |                        |                        |                        |
| 内田拓志★              |                        |                        |                        |                        |
| 斎藤久美子★            | 斎藤久美子★            | 斎藤久美子★            | 斎藤久美子★            | 大谷萌恵★              |

※ 3部のお天気コーナーは1部のサブMCが担当する。
リポーター・コーナー出演
- 須山司★（新潟一番3部NEWSキャスター 金曜担当 2005年 - 2022年4月1日、藤井・須山のオジ旅-トリップ-担当）
- 松本亜美★（自然派担当）
- 日高優希★（月スポ、収録レシピコーナー担当）
- 西辻未侑★（収録レシピコーナー、県内中継、テレビ信州との共同中継、おでかけ生中継担当）
- 大谷萌恵★（中継担当）
- 託見知行★（月スポ、中継担当）
- 大平真理子★（中継担当、5代目ラーメン娘）[2]
- 田巻佑規子（中継、アップデートコーナーディレクター）
- 遠藤ケイ（2代目山人、月曜特集『自然派』VTR出演）
- 皆川賢太郎（湯沢町出身プロスキーヤー、『ミナガワ見聞録』レポーター、月1回）
- いっすねー!山脇（燕市在住の「新潟県住みます芸人」、『バスでいこうぜ』、中継）
- 藤原里瑛（テレビ信州アナウンサーで『ゆうがたGet!』の 木・金曜MC、西辻アナとのおでかけ生中継担当）
- 関田将人（南蒲原郡下田村（現：三条市）出身の「新潟県住みます芸人」、金曜中継）
- 西條詩菜（中継）
- てっと君（TeNY公式マスコットキャラクター、金曜）

### 夕方レシピ講師
- 佐藤智香子（おにぎりびよりレシピの講師としても出演）
- 中島有香（がんばらないレシピの講師としても出演）
- 野股正宏（極めるレシピの講師としても出演）
- 清野朱美（VAGE VAGE Kitchenの講師としても出演）
- 鍵冨茂[注釈 3]
- 鈴木武
- 高橋恭子
- 富樫一仁

### 過去
アナウンサー
- 小幡章（初代メイン司会者）
- 峰剛一（初代駅前中継、金曜司会者）
- 川尻直美（初代サブ司会）
- 関純子（初代ニュースキャスター）
- 田島祐子（初代ラーメン娘）
- 武岡智子（2代目ラーメン娘）
- 佐藤温子（3代目ラーメン娘）
- 奥田麻衣（元祖・妹系アナウンサー）
- 林妙
- 岡本奈穂子
- 木内奈々
- 須賀由美子
- 長谷川慶子
- 鈴木英門[注釈 4]（中継担当)
- 栗林紗美（コーナー担当兼務 6代目ラーメン娘）
- 桜井梨子（コーナー担当 7代目ラーメン娘）
- 酒井美帆（新潟一番NEWS 月曜 - 金曜担当 元報道部記者・ニュースデスク兼）[注釈 5]
- 吉田遼平★（水 - 金曜中継、一部コーナー担当）
- 久保田紗也加★（月曜 - 木曜サブMC 2012年4月2日 - 2022年3月31日）
- 増子ゆかり★（『新潟一番商品開発部』部長としてVTR出演）[注釈 6]
- 堀敏彦★（月曜 - 金曜）[注釈 7]
- 大島巧★（ - 2024年6月28日）

出演者
- 瀬賀倫夫（初代いい旅にいがた旅人）
- 神尾りな（初代いい旅にいがた旅人）
- 小林へろ（初代山人）
- 渋谷文太郎（2代目いい旅にいがた旅人、本県出身シャンソン歌手）
- 三遊亭白鳥（上越市出身落語家、月1回）
- Nao☆（アイドルユニット「Negicco」のリーダー、『ネギらせていただきます』レポーター）
- 相沢まき（新潟市出身のタレント）
- 越川裕子（村上市出身演歌歌手、『まんま・ミーア』レポーター）
- 鬼木笑（『技アリレシピ』担当）
- 藤井みなみ（『技アリレシピ』担当）

## 放送時間の変遷
| 期間      | 期間      | 放送時間（JST）             |
| --------- | --------- | --------------------------- |
| 1995.10.2 | 1998.8.31 | 16:30 - 19:00（150分）      |
| 1998.9.1  | 2004.10.1 | 16:58 - 19:00（122分）      |
| 2004.10.4 | 2008.3.28 | 16:50 - 19:00（130分）      |
| 2008.3.31 | 2010.10.1 | 15:55 - 19:00（185分）      |
| 2010.10.4 | 2017.3.31 | 15:50 - 19:00（190分）      |
| 2017.4.3  | 現在      | 15:48.30 - 19:00（191.5分） |

- 2024年4月現在は、『news every.』の第2部全編（16:45 - 17:53）と第3部のNNN枠（17:53 - 18:15）をそれぞれ内包している。
- 2016年4月から2017年3月31日まで、公式の放送開始時刻は15:50だが、実際には15秒前倒しの15:49:45に放送が開始されていた。
- 2016年4月以降、災害・事件などの、重大ニュース発生時は番組開始から15:50までに番組内容の一部変更を告知した後、15:50から『news every.』第1部のトップニュースを同時ネットする。

## CM放送時間
- 10:12頃 『DayDay.』内
- 13:53 『ヒルナンデス!』終了直後

## タイムテーブル
※2025年1月時点
特集などの内容次第では時間が変更になる場合がある。

### 第1部
- 15:48.30 - トップニュース
- 15:50頃 - オープニング、今日の内容告知、天気
- 15:52頃 - 県内ニュース
- 15:54頃 - 日替わりコーナー①
- 16:20頃 - くわしい天気
- 16:25頃 - 日替わりコーナー②
- 16:35頃 - 『news every.』第1部「4時コレ」時差ネット(不定期)
- 16:40頃 - 新潟一番プレゼント・フリップボード show[注釈 8]
- 16:43頃 - 天気、第3部『新潟一番NEWS』予告
- 16:45 - 第1部終了

### 第2部
- 16:45 - 『news every.』第2部同時ネット
  - 途中の「木原さんのお天気」部分は『新潟の天気』と第3部『新潟一番NEWS』内の特集予告を放送。第1部のMCが務める。

### 第3部（18:15からは『新潟一番県内NEWS』）
- 17:53 - 『news every.』第3部NNN枠同時ネット
- 18:15 - 県内ニュース
- 18:25頃 - 特集・pick up[注釈 9]
- 18:40頃 - あすの天気[注釈 10]
- 18:50頃 - ニュース企画[注釈 11]
- 18:56頃 - ニュースまとめ、天気
- 18:58.30 - 放送終了

## ロゴ
初代（1995年 - 2008年）
- 夕方ワイドの文字が青色、新潟一番の文字がオレンジ色の通常版。

2代（2008年 - 2015年）
- 新潟県の地図が描かれているオレンジ色の箱から虹が出ると同時に夕方ワイド新潟一番 non-STOP 3HOURS LIVE PROGRAM!の文字が表記される。新潟一番のみ文字が大きくなっているリニューアル版。

3代（2015年 - 現在）
- 上からLIVE LIVE LIVE!下に夕方ワイド、下に新潟、その下に吹き出し模様の中に一番と表記されている。

## 主なコーナー
当日の内容、もしくは緊急ニュース等でコーナーが行われない、曜日変更がある。曜日が表示されているコーナー・特集でも、いつに放送されるかは不透明である。

### 帯コーナー
- ガタトピ[3]

新潟で話題となっているトピックを徹底取材するコーナー。
- 中継

月 - 水は諸橋碧、託見知行、岡田康、日高優希らが交代で担当、木は大谷萌恵が県内各地から生中継するコーナー。
- 金曜中継

関田将人と西辻未侑が県内各地から生中継するコーナー。
- 4時コレ [注釈 12]

- くわしい天気
- 新潟一番プレゼント
- フリップボード show

「テレビ伝言板」→「フキダシコクチ」と代々続く、県内の企業・サークルなど問わずイベント情報を告知するコーナー。現状のタイトルは2021年10月5日よりスタート。
金曜日は「にいがた週末ガイド」というタイトル名で、同様のイベント情報を告知する。

### 特集（不定期）
自然派（月曜）
里山に暮らす作家の遠藤ケイに松本亜美が弟子入りし自然とともに生きる暮らしの魅力を体験するコーナー。
自然派 田んぼにコイして（月曜）
松本アナが長岡市木沢集落にて田起こしから、苗採り、田植え、田の草取り、そして鯉農法復活、天日干しのはざかけ、脱穀…と昔ながらの米づくりに挑戦していくシリーズ企画。
月スポ（月曜）
アルビをはじめとして週末に行われたスポーツ情報コーナーで日高アナと託見知行が担当。
バスで行こうぜ!（火曜）
いっすねー！山脇 が新潟県内の路線バスをインスピレーションのみで乗車し、ウラ街道・ウラ路地など、気ままに下りた停車場から超レアな発見を求めて探索するコーナー。2024年6月11日に200回を迎えた。
ばんえつ横断!お国自慢!（第1・3週水曜）
福島中央テレビの『ゴジてれ Chu !』と中継を結び、新潟県と福島県の観光やグルメを交互に紹介する。
おでかけ生中継 新潟×長野（第2・4週水曜）
テレビ信州の番組『ゆうがたGet!』のMCである齋藤沙弥香と『新潟一番』の番組MC諸橋碧と共に、新潟県か長野県の温泉やグルメなどの魅力を生中継で紹介する。
前略、道の駅より
日高アナが新潟県内の道の駅をレポートするコーナー。
ミナガワ見聞録
湯沢町出身の皆川賢太郎が新潟県内で話題の職人・挑戦している人にお邪魔し、こだわりを学ぶVTRコーナー。2020年11月19日スタート。
週間マリンピア通信
マリンピア日本海のスタッフが生き物の不思議や水族館の裏側などを教えるコーナー。
推しメシ
日本テレビ系列局で地域のイチ推しローカルグルメを紹介するコーナー。
出会いストーリー
新潟県内のお店や施設、イベントなどに一日密着するドキュメンタリー風コーナー。
OneDay ～ある日 あるヒト～
新潟で話題になっている方の、ある1日にカメラが密着。 1日の生活に同行し、その人の本当の姿を描くコーナー。OP楽曲として、韻シストの『ONE DAY ～ある日の出来事～』が使用されている。
モロサ～チ
週初めにためになる情報をピックアップ！諸橋アナプロデュースの生中継企画。
アップデート
気になる「お金や健康、生活」「世の中の動き」「地元の話題」などを掘り下げてレポートする企画。
～きょうぐらいオフでもいいですか？～藤井・須山のオジ旅-トリップ-（月一）
藤井貴彦アナと須山アナの同級生オジコンビで県内各所を巡る企画。
2025年1月31日にはゴールデンタイムでの特別編が放送予定。
ココだけグルメ
そこだけでしか味わえない、買えないグルメを紹介するコーナー。
ちょいそこ街秘境
まち歩きの名人とともに、路地や地形に隠された秘密を再発見するコーナー。
託見知行の熱血オイシックス情報（不定期）
新人アナウンサーの託見知行がオイシックス新潟アルビレックスベースボールクラブの選手に直球取材！するコーナー。
ピックアップにいがた（月一）
新潟市のタメになる暮らしの情報をお届けするコーナー。
一軒イッケン!
関田将人が暮らしのアイデアを徹底取材するコーナー。
とくネタ
新潟で話題となっているトピックを徹底取材するコーナー。
チバウォーク!
アルビレックス新潟所属の千葉和彦選手による街ぶらコーナー。
TeNY新潟一番ニュース公式Youtubeチャンネルにてアーカイブが公開されている。
キッチン川澄
アルビレックス新潟レディース所属の川澄奈穂美選手が「川澄めし」と題して県内の厳選食材を使いチームメイトに振る舞う料理コーナー。アシスタントはチームメイトから選ばれる。
- 初回、2024年9月11日 アシスタント：ゴールキーパー平尾知佳選手

五十嵐圭ここだけの話（2024年9月11日 - ）
新潟アルビレックスBB所属の五十嵐圭選手にまつわるエピソードを監督やチームメイトにインタビューするコーナー。
にいがた感動マルシェ（2024年11月26日 - ）
新潟伊勢丹とのコラボ企画で同店の凄腕バイヤー、腰越隼人が感動コンシェルジュとなり知る人ぞ知る新潟の逸品を紹介するコーナー。
お家に連れてって おジャす!いただき晩ごはん（2024年12月6日 - ）
スーバーに来た買い物客のお宅にお邪魔して晩ご飯をいただくコーナー。
ラーメンの旅DX（2022年11月2日 - 2024年1月25日、不定期）
およそ20年の歴史を誇る新潟一番の大人気コーナー。「ラーメン王国・新潟」をめぐる企画。

### 曜日別コーナー
夕方レシピ
新潟で活躍するプロの料理人の簡単絶品メニューを紹介するレシピコーナー。生放送中に講師が生調理するものと収録がある。
収録コーナー（不定期）
極めるレシピ
がんばらないレシピ
VEGE VEGE Kitchen
きまぐれクックランド
おにぎりびより
＊ 店主や講師がレシピを紹介し西辻アナが主にアシスタントを担当する。
どんぐり共和国（金曜）
スタジオジブリ作品のグッズを取扱う「どんぐり共和国 新潟ラブラ万代店」からおすすめ商品情報を伝える。

### 過去のコーナー
- 特集 
  - 山人〜自然に魅せられて（月）
  - ザ・スペシャリスト（火）
  - にいがた趣味レーション（火）
  - きままにハイキング（火）
  - にいがた人めぐり（水）
  - にいがた再発見（水）
  - BACK TO THEにいがた（水）
  - ニイガタオウエンタイ ウォーキンウォーキン（火）
  - 熱中!未来魂（火）
  - 水曜厨房ぐるめ亭!（水）
  - いい旅にいがた（木）
  - のんびりバス紀行（金）
  - SaDoWeek：2024年8月5日 - 9日
  - はぴミラweek：2024年9月22日 - 29日

- 曜日別コーナー
  - ほりさんぽ（木）
  - 弟子入りメイドインニイガタ（不定期）
  - まんま・ミーア（毎月金曜）
  - ネギらせていただきます（木曜）
  - 暮らしやすし（不定期）
  - 秘湯を求めて　ロケーションハンティング（月一）
  - ムシャムシャ一番（月）
  - 住まいのコツ（月）
  - アルビニスト（月）
  - アルビ主義!（月）
  - ラーメンの旅 (火)
  - ギリギリショッピング→三ツ星ショッピング (火)
  - Green Circleにいがた（火）
  - おしえて漢方（水）
  - ガーデニングナビゲーション（木）
  - 常識の常識!（木）
  - いちばんBOWL（木）
  - 新潟一番15周年ありがとうプロジェクト（木）
  - FM-NIIGATA「SOUND SPLASH」テレビラジオ同時生中継（金）
  - おうちのリフォーム（金）
  - おかしな旅 （金）
  - 緑のお部屋 （金）
  - 米村でんじろうの地球研究所（夏休み限定）
  - 112ご当地自慢 綱引き一番!
  - 駅前かえるコール
  - ホゥ〜連想
  - クイズ新潟再発見
  - カードアタックHi&Low
  - 楽らくバスツアー
  - ガタトピVOICE ケンミン生投票
  - 田口二州の毎日占い
  - 新潟一番商品開発部（不定期）

## 特別番組

### ありがとう!新潟一番 大感謝スペシャル
2006年5月27日・28日にテレビ新潟放送網の開局25周年を記念し新潟市の新潟市産業振興センターで行われたイベント『ありがとう!新潟一番大感謝祭』に伴って放送された特別番組。
放送スケジュール
- 第1部 5月27日 10:30 - 11:25
- 第2部 5月27日 13:30 - 15:25
- 第3部 5月28日 11:45 - 12:55
- 第4部 5月28日 16:25 - 17:25

#### 出演者
- 堀敏彦
- 須山司
- 鈴木英門
- 内田拓志
- 木内奈々
- 田巻佑規子
- 長谷川慶子
- 奥田麻衣
- 諸橋碧
- 三遊亭白鳥
- 瀬賀倫夫
- 小林へろ
- 増子ゆかり

#### 放送された主なコーナー
- 県内縦断自転車300キロ ザ・ロード
内田拓志アナが岩船郡山北町（現・村上市）の山形・新潟県境から糸魚川市の新潟・富山県境までを自転車で縦断する企画。5月25日の新潟一番の放送中に山北町からスタートし、28日の第4部放送終了3分前に到着した。
- 変わる新潟!未来の都市交通
27日に放送。新潟市の公共交通機関の将来について考える特集。このコーナーは29日から1週間、新潟一番の県内ニュースで再び特集が組まれた。
- 新潟遺産 〜35市町村の宝〜
新潟県の各自治体がふるさと自慢も含め、未来に残したい観光地・行事をアンケートにより選出したコーナー。

### 夕方ワイド新潟一番15周年ありがとうスペシャル
テレビ新潟放送網が開局30周年を記念して、2010年10月2日（10:30 - 11:25）に放送された特別番組。

#### 出演者
- 堀敏彦
- 諸橋碧
- 鈴木英門
- 内田拓志
- 田巻佑規子
- 栗林紗美
- 渋谷文太郎

#### 放送で紹介された商品と歌
TeNY&三宝亭コラボカップラーメン「新潟一麺」（発売初日）
ラーメンの旅で4代ラーメン娘を務めた諸橋が、15周年カップ麺プロジェクトの中でTeNYが中華麺食房「三宝亭」と共同開発して完成した3枚の肉が入ったエビ味噌味のカップラーメン。同時に堀と諸橋が出る新潟一麺CMも完成。2010年10月19日に新潟県内のサークルKサンクス、10月27日に新潟県内のデイリーヤマザキで限定発売され、価格は税込298円で、商品名は「新潟一番」をもじって付けている。当日の『新潟一番』の放送中、諸橋が売り子として新潟市中央区内のサークルKから中継したのをきっかけに客が足を運び、中には早朝から来店して1個、または2、3個購入した客もいたほか、中継後に遠くから足を運んで来店し、ケース（12個入り）ごと購入した客もいたほどの人気で、販売初日の売上げは好調。ちなみに肉は全てが3枚でなく、2枚入りの品もあったが、あくまでも3枚分の分量は同じである。このカップラーメンを試食した現在月1回出演している相沢まきと、親友であるスザンヌ、日本テレビアナウンサー（当時・現フリー）の羽鳥慎一のほか、2010年11月19日の「新潟一番」で『情報ライブ ミヤネ屋』（読売テレビ）とのコラボ収録の模様が放送され、司会の宮根誠司からは「関西でも絶対に売れる」と絶賛していた。
新潟一番の歌「ありがとう新潟〜夕どきのあなたに〜」
作曲は渋谷文太郎、補作詞は藤沢周、作詞は一般応募の視聴者（レコーディング完成後は、TeNYテレビ新潟「夕方ワイド新潟一番」と表記）。新潟市中央区内の喫茶店にてピアノ演奏しながら唄を披露。2010年11月4日からレコーディングが完成され、新潟一番のエンディング曲として使用。2010年12月2日にCDが発売。このCDは新潟県内の書店やCDショップでは取り扱っておらず、TeNY本社での販売、郵便振込での購入となっている。

### 開局30周年感謝祭 TeNY博だよ新潟一番
テレビ新潟放送網の開局30周年を記念して、2010年11月20日、21日の2日間にわたってスペシャルイベント『TeNY博だよ新潟一番』を新潟市産業振興センターで開催し、生放送された特別番組。
放送時間
2010年11月20日（土曜）
- 第1部・10:30 - 11:25
- 第2部・13:30 - 16:00

2010年11月21日（日曜）
- 第3部・10:25 - 11:25
- 第4部・12:40 - 13:30
- 第5部・16:25 - 17:25

#### 出演者
TeNYアナウンサー（歴代アナウンサー含む）
- 小幡章 ●
- 峰剛一 ○ 20日のみ
- 堀敏彦
- 須山司
- 鈴木英門
- 内田拓志
- 田島祐子 ○
- 木内奈々
- 田巻佑規子
- 奥田麻衣 ◎ 20日のみ
- 諸橋碧
- 栗林紗美

新潟一番出演者（歴代出演者含む）
- 三遊亭白鳥 21日のみ
- 小林へろ □ 20日のみ
- 渋谷文太郎
- 遠藤ケイ 20日のみ
- 田口二州（新潟一番占い担当） 20日のみ

ゲスト
- 相沢まき ■
- はなわ 20日のみ
- テツandトモ 20日のみ

※放送当時 ●は異動した元アナウンサー、○はフリーアナウンサー、◎は移籍したアナウンサー（詳しくは下記のコーナーを参照）。□は歴代の出演者、■は現在の出演者であるがゲストとして出演。

#### 放送されたコーナー
栗林紗美の県内充走!ランスタイル
栗林紗美が新潟県を100キロメートル縦走、スタート地点の柏崎市みなとまち海浜公園からゴール地点である新潟市産業振興センターを目指した。新潟一番15周年ありがとうプロジェクトの中で、TeNYがスポーツクラブ「ジョイフィット」と協力したトレーニングのみの企画である。定点ポイントでは開局25周年の記念特別番組で自転車で300㎞を県内縦断した内田が見届け人としてリポートし、栗林のサポート役だったジョイフィット所属のトレーナーを始め多くのスタッフも同行。2010年11月18日「新潟一番」放送で16時11分にスタート、4日間にかけて走り、21日の放送終了前の17時14分にゴール。視聴者からの応援メッセージのFAXも多数寄せられたが、その中に栗林の母親も含まれており、彼女がゴールした直後に諸橋がそのメッセージを読んだ。
ふるまいレシピ
毎週月曜から金曜の恒例のコーナー「夕方レシピ」を担当する講師たちが、来場者に和食・洋食・スイーツなどを振舞った。
ネほりハほり特別版 テレビ新潟の30年、新潟一番の15年の歴史 懐かしの歴代アナウンサー登場
新潟一番メイン司会者の堀が担当する主なコーナーである「ネほりハほり」のスペシャル編。テレビ新潟の開局や懐かしの『てんこもりテレビ』、『情報山脈テレビDON!』、現在放送されている『夕方ワイド新潟一番』の蔵出しを紹介。初代メイン司会者の小幡章元、初代駅前中継＆金曜司会者の峰剛一、初代ラーメン娘の田島祐子、元祖・妹系アナウンサーの奥田麻衣の歴代アナウンサーが久々に登場。小幡は現在テレビ新潟のメディア開発部長（ホームページなど）を務めているが、異動以来10年ぶりにテレビに姿を見せた。峰は主に、当時の朝の裏番組であった『スーパーモーニング』（テレビ朝日製作、新潟県では新潟テレビ21がネット）のナレーションを担当して画面から姿を見せなかったが、フリーになって以来12年ぶりに登場。後輩で同じくニチエンプロダクションに所属している田島も、フリーになって以来4年ぶりに登場した。奥田は当時四国放送に移籍したアナウンサーであったが、四国放送がテレビ新潟と同じ日本テレビ系列であることから、それに伴って9か月ぶりに異例の出演を果たした（新潟県内の民放では初）。
報道企画 もっと新潟
新潟一番の県内ニュースキャスターの須山司が、新潟で1位となっている「塩サケの年間購入量」、「ハクチョウ類の飛来数」に関する話題を特集。
キッズダンスコンテスト2010
小、中学生を対象に1018組の一般応募の中で予選に勝ち決勝に残った5組が出場。3人の審査員の厳正な選考をした結果は以下の通り。
※◎は優勝者。A - Eチームは出場順である。
* Aチーム（女子組）◎
* Bチーム（女子組）
* Cチーム（女子組）
* Dチーム（男子組）
* Eチーム（女子組、男子1名）
新潟一麺限定販売（最終販売）
2010年10月19日に新潟県内のコンビニで発売されたTeNY&三宝亭コラボカップラーメン「新潟一麺」を2日間に渡って1日3000個（合計6000個）を限定販売。同時に諸橋も売り子として販売に立った。価格も発売当初の298円から税込290円に下げ、1人12個（ケース）までの購入となり、無事に完売した。
新潟一番の歌披露
2010年10月2日放送の「15周年ありがとうスペシャル」で完成され、同年11月4日放送からレコーディングが完成され新潟一番のエンディング曲となっている「ありがとう新潟〜夕どきのあなたに〜」を渋谷がライブで披露した。
新潟一番占い 田口二州初登場
毎週月曜から金曜の恒例となっている「あすの運勢」を占う田口二州がテレビに初登場。出演者全員のあす（21日）の運勢を占った。
スペシャル企画「ホリハクチョウオバタ オヤジ3人旅」
堀が三遊亭白鳥と小幡と共に、打ち合わせなしのぶっつけ本番の旅企画。新潟県長岡市出身である堀が案内し、摂田屋地区、蓬平温泉など旅を満喫。前述の通り小幡は10年ぶりにロケにも出演し、かつての魅力が復活。また、白鳥も久々にロケに出演してオヤジならではのぶらり旅を敢行した。
デカ盛り物語（デカ盛りストーリー）
田巻佑規子、相沢、はなわがリポートし、巨大なおにぎり、焼きそば、どんぶり、パフェなどについて伝えた。
山人（やまんちゅ）自然に魅せられて
遠藤ケイが担当する毎週月曜のコーナーである「山人（やまんちゅ）」のスペシャル編。初代山人の小林へろも登場し、遠藤の自宅でドラム缶を使い、ドラム缶風呂を造った。
いい旅にいがた特別編
毎週木曜のコーナーである「いい旅にいがた」のスペシャル編。2代いい旅にいがた旅人の渋谷と鈴木がTeNY博ならではの旅を敢行した。歴史ある新潟県村上市を中心に旅を満喫。コーナーとしては初の2人旅となった。

#### 補足
- TeNYアナウンサーが担当する『TeNYストレイトニュース』は本社に残っていた木内奈々（当時）のみが担当。
- 月1回の土曜に放送される『とことんアルビ!!DX』を担当している内田が、100㎞を県内充走していた栗林の見とどけ人としてリポートしていたために不在となり、堀・田巻・諸橋が担当。また、『TeNYお天気予報』は通常TeNY報道フロアで行っているが、同番組の対応として須山が会場の外で行った。

### 夕方ワイド新潟一番 きょう25歳！！感謝を込めてゴールデン進出SP
新潟一番が放送開始して丸25年となる2020年10月2日に放送された特別番組。
放送スケジュール
- 2020年10月2日 15:48.30 - 19:56

#### 出演者
MC（新潟一番に出たアノ人は今コーナーにも出演）
- 諸橋碧★
- 堀敏彦★
- 久保田紗也加★

新潟一番に出たアノ人は今
- 松本亜美★
- 角田智美★
- 岡田やすし★
- 吉田遼平★
- 日高優希★
- 大谷萌恵★

スタジオ出演
- 横澤夏子
- 相沢まき
- 皆川賢太郎
- 三田村邦彦

コーナー出演
- 鈴木え～もん★
- いっすねー!山脇 (『バスでいこうぜ』の他に『てとてと音頭』初お披露目VTRにも出演。)
- 哀川翔  (『バスでいこうぜ』ゲスト)
- 馬場ももこ  (『ラーメンの旅』ゲスト)
- 関田将人 (中継コーナー)
- 鍵冨茂 (夕方レシピ)

新潟一番NEWSキャスター
- 須山司★
- 大谷萌恵★
- 内田拓志★（普段は月 - 木曜担当だが、途中から出演。）
- 斎藤久美子★（普段は月 - 木曜担当だが、途中から出演。）

★はTeNYアナウンサー（当時含む）。
お祝いメッセージ(VTR出演)
- 宮根誠司（新潟一番の直前に放送されている『情報ライブ ミヤネ屋』メインキャスター。前述の2010年11月19日のコラボ収録と2013年10月4日に諸橋、2017年9月11日と2018年9月10日に馬場が『ミヤネ屋』のアシスタントを務めた縁がある。）
- 藤井貴彦（日本テレビアナウンサー。新潟一番では16:50～18:15に放送している『news every.』のメインキャスター。）
- 服部勇馬（トヨタ自動車所属の陸上選手で2020年東京オリンピック・男子マラソン日本代表。十日町市出身。）
- 服部弾馬（トーエネック所属の陸上選手。服部勇馬と同じく十日町市出身。）
- 原晋（青山学院大学陸上競技部長距離ブロック監督。妙高市で長距離ブロックの夏合宿を行っている縁がある。）
- 岸本大紀（青山学院大学陸上競技部所属の陸上選手。第96回東京箱根間往復大学駅伝競走では、2区を走った。燕市出身。）
- 横田俊吾（青山学院大学陸上競技部所属の陸上選手。五泉市出身。）
- 中村真衣（2000年シドニーオリンピック100m背泳ぎ銀メダリスト。長岡市出身。）
- 川合俊一（日本バレーボール協会会長〈元バレーボール男子日本代表〉。新潟一番には初回放送1995年10月2日のゲストとして出演。西頸城郡青海町（現：糸魚川市）出身。）
- 伊藤聡子（フリーキャスター。事業創造大学院大学客員教授。糸魚川市出身。）
- タイムマシーン3号(山本浩司・関 太)（お笑いコンビ。山本が新潟市出身の縁から。山本は1997年1月27日放送の駅前テレビ伝言板のコーナーに少しだけ出演していた。これが山本のテレビ初出演となった。）
- 小林幸子（歌手。新潟市中央区出身。）
- 西山茉希（タレント・モデル。新潟一番には何度かゲスト出演している。長岡市出身。）
- 渡辺謙（俳優。北魚沼郡広神村（現・魚沼市）出身。）

#### 放送された主なコーナー
- 新潟一番に出たアノ人は今
過去に新潟一番のコーナーに出演した人の現在を伝える。
- バスでいこうぜ！特別編
火曜日で放送されている特集コーナー。いっすねー！山脇が哀川翔と共に佐渡市を路線バスで旅する珍道中コーナー。
- 復活!!ラーメンの旅
2000年3月1日に第1回が放送された新潟一番の人気コーナーでもあった企画がこの特別番組で復活。4代目ラーメン娘の諸橋が新潟市出身のフリーアナウンサー馬場ももこ(8代目暴れ馬と肩書が付いた)と共にラーメンを求めて堀がランダムで当てた新潟市西蒲区へ旅に出る。
- 今夜限り!駅前かえるコール
1995年の番組開始時から始まったコーナーの復活版。担当するのはテレビ新潟元アナウンサーで、現在はテレビ新潟東京支社に勤める鈴木えーもん。
- 25歳を記念して25万円おとどけ生中継
金曜中継を担当する関田将人と日高優希が25年の感謝を込めて、抽選で当選した1名の自宅[注釈 13]へ直接伺って25万円を届ける中継コーナー。
- 報道特集 ニュースが伝え続けた"新潟の25年"
県内ニュースパートで放送。新潟一番が放送開始してから25年もの間で新潟県内で起こったニュースをまとめて特集。このコーナーのみ月～木のキャスターである内田と斎藤も出演した。

#### 補足
- この放送のため、普段第2部をフルネットしている『news every.』の放送はNNN枠の全国ニュースのみとなり、県内ニュースは18:15 - 18:40までに短縮された。18:40 - 19:56まで、「感謝を込めてゴールデン進出SPパート2」として放送。更に、ゴールデン進出SPということもあり、日本テレビ系列で放送していた『沸騰ワード10 2時間スペシャル』は19:56からの1時間短縮放送となった。

### 新潟×長野 一番Get!
2017年3月放送開始。当局の新潟一番とテレビ信州の夕方ワイド番組ゆうがたGet!がタッグを組み、毎回テーマを決めて新潟・長野両県の魅力を発信していく2局共同制作番組 かつ同時放送。毎年1回3月第1金曜または3月8日金曜日 日本テレビ制作19時台枠の番組を後日振替放送に設定した上で放送されている。 

## 特別企画

### モロハシサンタの企画
諸橋がサンタクロース姿でモロハシサンタと称し、吉田（2019年）がトナカイのぬいぐるみを着て、応募の中から抽選で1名の視聴者にプレゼントを渡す。生放送中に視聴者の自宅に向かうため、応募した本人と家族が必ず自宅にいることが条件で、当選者にはクリスマスショートケーキ5号がプレゼントされた。

### 真夏のビックプレゼント
2011年8月26日放送分で実施した企画で、番組として初のビックプレゼント、新型スバルを応募があった中から抽選で1名の視聴者にプレゼントするというものだった。「モロハシサンタの企画」と同様に前述の通りの条件で、当選者には車両登録料に必要な保険、税金など多くの負担がかかることになった。

### 夕方ワイド新潟一番放送4000回記念週間
新潟一番が2011年9月30日で放送から4000回を迎え、同月26日から30日の期間を「4000回記念ウィーク」として、観覧希望の応募で当選された100名（1日20名）の一般視聴者をスタジオに招待し、特別企画として公開生放送。

#### 記念週間
- 9月26日 3996回
- 9月27日 3997回
- 9月28日 3998回
- 9月29日 3999回
- 9月30日 4000回

#### 出演者
- 小幡章●
- 堀敏彦
- 鈴木英門
- 内田拓志
- 増子ゆかり○
- 諸橋碧
- 栗林紗美
- 大平真理子
- 角田智美

※放送当時。●は異動した元アナウンサー、○はフリーアナウンサー、それ以外はTeNYアナウンサー。

#### 放送された特別コーナー・商品
新潟一番の思い出
「今週のメールテーマ」の特別編。番組に関する思い出話をFAXで受け付けた。
ネほりハほり 4000回記念特集
番組が放送4000回を迎えるにあたり、蔵出し映像などを紹介。初期の番組を知る初代司会者の小幡と初代サブ司会の増子ゆかりが5日間特別出演した。小幡は「開局30周年感謝祭 TeNY博だよ新潟一番」以来10か月ぶりに再びテレビに姿を見せ、また第一線を退き、後に『TeNY医療の広場』を担当する増子も久々にテレビに登場した。
- 「ネほりハほり」の特別テーマ
  - 1日目 「一」にまつわるトビックス - TeNYアナウンサーたちの『新潟一番』第1回目での初登場シーンを紹介。
  - 2日目 新潟一番に歴史あり! こんな所へ行きました - 新潟県内と県外、海外の過去の取材ロケを紹介。
  - 3日目 こんなゲストが来てくれました - タレントや俳優、歌手などの登場シーンを紹介。
  - 4日目 笑顔もつくります 新潟一番 珍場面集 - TeNYアナウンサーたちの生放送中の過去のハプニングを紹介。
  - 5日目 番組を飾ったコーナーあれこれ - 新潟一番の過去のコーナーを振り返る。

駅前かえるコール 復刻版
番組がかつて実施していた「駅前かえるコール」のコーナーが3年ぶりに復活。新潟県内の5か所で行った。
- 1日目 糸魚川駅 鈴木が担当。
- 2日目 高田駅 鈴木が担当。
- 3日目 六日町駅 大平真理子が担当（六日町（現南魚沼市）出身であるため）。
- 4日目 見附駅 大平が担当。
- 5日目 新潟駅 大平が担当。

ふるまいレシピ
「夕方レシピ」を担当する講師たちがスタジオ観覧者に特別料理を振舞った。
4000回プレゼント
堀が応募ハガキの中から抽選で選んだ視聴者宅へ電話を掛けるコーナー。堀が「キーワードをどうぞ」を言った後、視聴者が下記のキーワードを言うと5点のプレゼント（1名で1点ずつ 5日目は1、2回とも同じ点）が貰える。過去に実施していた「クイズ新潟再発見」のコーナー以来、視聴者との会話が2年ぶりに復活した。前コーナーと同様に当たった際に堀が当選者に「○○さん、今日は何してましたか〜?」の問いに当選者が「今日は○○してました」と答えると、「プレゼントはどなたと使いますか?」など問いかけるなどのお決まりパターンがあった。余談だが、うち1名の視聴者が慌てて早めにキーワードを答えてしまったため、堀が「まだ言ってはダメ!こちらがキーワードを言ってから答えて下さい」とツッコんだが、最終的にこの視聴者は当選した。
- キーワード
  - 1日目 「ほっと夕方、もっと新潟」 当選。
  - 2日目 「うがい、手洗い、新潟一番」 当選。
  - 3日目 「手と手とテニィ」 1、2回目は不在。3回目の視聴者が当選。
  - 4日目 「ありがとう新潟」 当選。
  - 5日目 「新潟一番4000回!」 当選。
  - 同上 「同上」 当選。

新潟一番Tシャツ
TeNYが放送4000回を記念し、新潟Tシャツ委員会とともに企画したTシャツ。番組のスタジオ風景と背中側にチャンネル番号「4」、「teny」、「niigata ichiban」が記されている。価格は1枚2800円で、道の駅新潟ふるさと村および新潟Tシャツ委員会の広報サイトで購入が可能。

#### 補足
- スタジオ観覧者の数名が花、菓子、お茶などを差し入れた。これに対して堀は「手ぶらでいいですから」と気遣ったが、快く受け取った。
- 「新潟一番の思い出」では、以前「駅前かえるコール」に出演した当時高校2年生の参加者が、同コーナーへの参加が縁になって後に結婚したというエピソードがある。
- 「ネほりハほり」では、当時四国放送に移籍した奥田を紹介したが、「開局30周年感謝祭 TeNY博だよ新潟一番」と同様、日本テレビ系列の現役のアナウンサーであるうえでそのまま放送した。
- 17:20ごろに、『news every.』から「放送4000回記念SPパート2」として切り替えて放送。

## スタッフ
- プロデューサー：道場拓哉
- 制作協力：プロメディア新潟、TeNYサービス、中央映画社、福島中央テレビ[注釈 14]、テレビ信州[注釈 15]
- 製作著作：テレビ新潟

## 姉妹番組

### 新潟一番サンデープラス
2013年3月31日より『新潟一番サンデー』を毎週日曜日に放送。当初は12:45 - 13:30の放送だったが、2014年10月5日より11:40 - 12:30での放送となり、同時にタイトルも『新潟一番サンデープラス』と改題しリニューアルした。なお、『新潟一番サンデー』の前に放送し同時ネットしていた『スクール革命!』は『新潟一番サンデープラス』の後に放送し、1週間の遅れネットに移行した。出演者はMCも含め平日版の新潟一番から出演することもあり、稀に諸橋、松本などのMC陣も中継やコーナーなどで出演がある。2020年11月8日（7日深夜）から2021年10月17日（16日深夜）までは、『おかわり!新潟一番サンデープラス』として過去に放送されたグルメ特集やぶらり途中下車のラーメンなどのコーナーを再編集して日曜 1:35 - 2:05（土曜深夜）に事実上の再放送を行っていた。その翌週からは動画配信サイトのTVerにて事実上の再放送番組と同じタイトルの『おかわり!新潟一番サンデープラス』として、上述の特集コーナー（再編集版）を配信している。その一方で、テレビ版の「おかわり！-」は休止期間を経て日曜未明（土曜深夜）1:35 - 2:00の枠で放送を再開させていたが、2025年3月30日未明（29日深夜）の放送をもって終了した。

#### 出演者
2025年1月現在。★はTeNYアナウンサー。

##### スタジオ出演
MC
- 日高優希★
- 関田将人（新潟県住みます芸人 2024年6月2日 - ）

ナレーション・スタジオマスコット
- サンディー（特集コーナーナビゲーター）
- サンプラス（特集コーナーナビゲーター）
- てっと君（TeNY公式マスコットキャラクター）

##### 特集コーナー出演者
- 西辻未侑★（コーナーリポーター）
- 須山司★（コーナーリポーター）
- 松本亜美★（コーナーリポーター）
- 豊岡えりな（新潟一番出演者オーディショングランプリ）『ぶらり途中下車のラーメン』担当、各特集コーナー、とくプラ!リポーター
- さとうまこと（ローカルタレント）『前略、道の駅より』担当
- 芦川玲一（福島県出身）特集、とくプラ!リポーター
- 鬼木笑（コーナーリポーター）
- 田辺美月（元SKE48、新発田市出身）
- かえでらぱん（元シンガーソングライター、阿賀野市出身）
- 中村春菜（フリーランスモデル、村上市出身）
- 藤崎未夢（NGT48、新潟市出身）
- 真下華穂（元NGT48、静岡県出身）
- 西潟茉莉奈（NGT48、東京都出身）
- 磯崎菜々（NGT48、神奈川県出身）
- 木本優菜（NGT48、新潟県出身）『チャーハン特集』リポーター[35]
- 大塚七海（NGT48、新潟県出身）『新潟あったかグルメ特集』リポーター[36]

##### 中継コーナーリポーター
- 松本亜美★
- 西辻未侑★
- 託見知行★
- 西條詩菜
- いっすねー！山脇

##### スタジオゲスト
- 終活クラブ（ロックバンド） - 2024年11月3日 ※収録出演、アシスタントは諸橋アナ[37]
- ティモンディ 高岸宏行（お笑いコンビ） - 2025年1月19日

#### コーナー
レギュラーグルメ特集
- ぶらり途中下車のラーメン[38]

県内の各ローカル線駅に沿ってラーメン店を巡るレギュラーコーナーでリポーターは豊岡えりなが担当する。
上越線 第10弾!（2024年11月17日）
上越線 第11弾!（2025年2月2日 放送予定）
- ラーメン王国新潟　話題の新店特集（2024年12月15日）[40]

テーマ別グルメ特集
プチ贅沢特集（2024年12月1日）
グルメからグッズまで！年末年始オススメ特集！（2024年12月22日）
新潟あったかグルメ特集（2025年1月12日）
最新！新潟グルメおもてなし特集（2025年1月19日） 2024年ニューオープン、リューアルオープンのお店をMC二人がゲストにプレゼンした。
あったか鍋料理特集（2025年1月26日）
～前略、道の駅より～シリーズ
県内の各道の駅でその地域ならではの推しを生産現場まで足を運び深掘りするコーナーで主にさとうまことが担当する。他の企画とのコラボで県外の道の駅を紹介する場合もある。
長野市信州町編（2024年10月6日）
見附市編（2025年1月12日）
県外ロケ特集
- 関・託見 大人の修学旅行シリーズ

in群馬編（2024年9月8日）
伊勢志摩満喫ツアーin三重編（2024年12月8日）
- SundayTravel 日曜旅行社シリーズ

長野市編（2024年10月6日）
- 女子旅シリーズ

新潟発！直行便で楽しむ名古屋＆岐阜女子2人旅（2024年11月24日）
その他コーナー
- エンタメプラス
- 県内ニュース・天気予報
- とくとくTeNYサンプル百貨店プレゼント
- とくプラ!

日曜午後にお得情報を紹介するコーナー。レポーターは主にNEW BRiGHT PRODUCTION所属タレントが担当している。
除雪機、渡邊尚子（2024年11月17日）
スノーシューズ、山田珠雅（2024年11月24日）
スキンケア商品、山田珠雅（2024年12月15日）
パン、中村春菜（2025年1月19日）
モデルハウス、渡邊尚子（2025年1月26日）
- どんぐり通信

#### JリーグYBCルヴァンカップ決勝戦 特別編成
2024年11月3日は前日の2024年のJリーグカップ決勝戦についてアルビレックス新潟所属のGK・阿部航斗、MF・秋山裕紀、FW長倉幹樹の各選手に加え堀米悠斗キャプテンをゲストに迎えデンカビッグスワンスタジアムから生中継した
。

#### オープニングテーマ
- Mrs. GREEN APPLE Oz